# فلاديمير فويوفيتش
فلاديمير فويوفيتش هو لاعب كرة قدم صربي في مركز الهجوم، ولد في 20 ديسمبر 1985 في بلغراد في صربيا. لعب مع تيموك زاييتشار ونادي ياغودينا.

## وصلات خارجية
- فلاديمير فويوفيتش على موقع قاعدة بيانات كرة القدم.إي يو (الإنجليزية)
- فلاديمير فويوفيتش على موقع Soccerway.com (الإنجليزية)